# جسر هارتلاند
جسر هارتلاند (بالإنجليزية: Hartland Bridge)‏ هو أطول جسر مغطى في العالم. يصل طوله إلى 391 مترًا ليعبر نهر سانت جون من هارتلاند إلى سومرفيل في مقاطعة نيو برونزويك الكندية.
بدأ بنائه في عام 1901، ولم يكن مقررًا حينها أن يكون مغطى. حيث تمت تغطيته بعدما تعرض للدمار في شتاء عام 1920 بسبب الجليد في النهر، حيث أعيد بنائه وتمت تغطيته وتم افتتاحه في عام 1922.